# 温禰古丹島

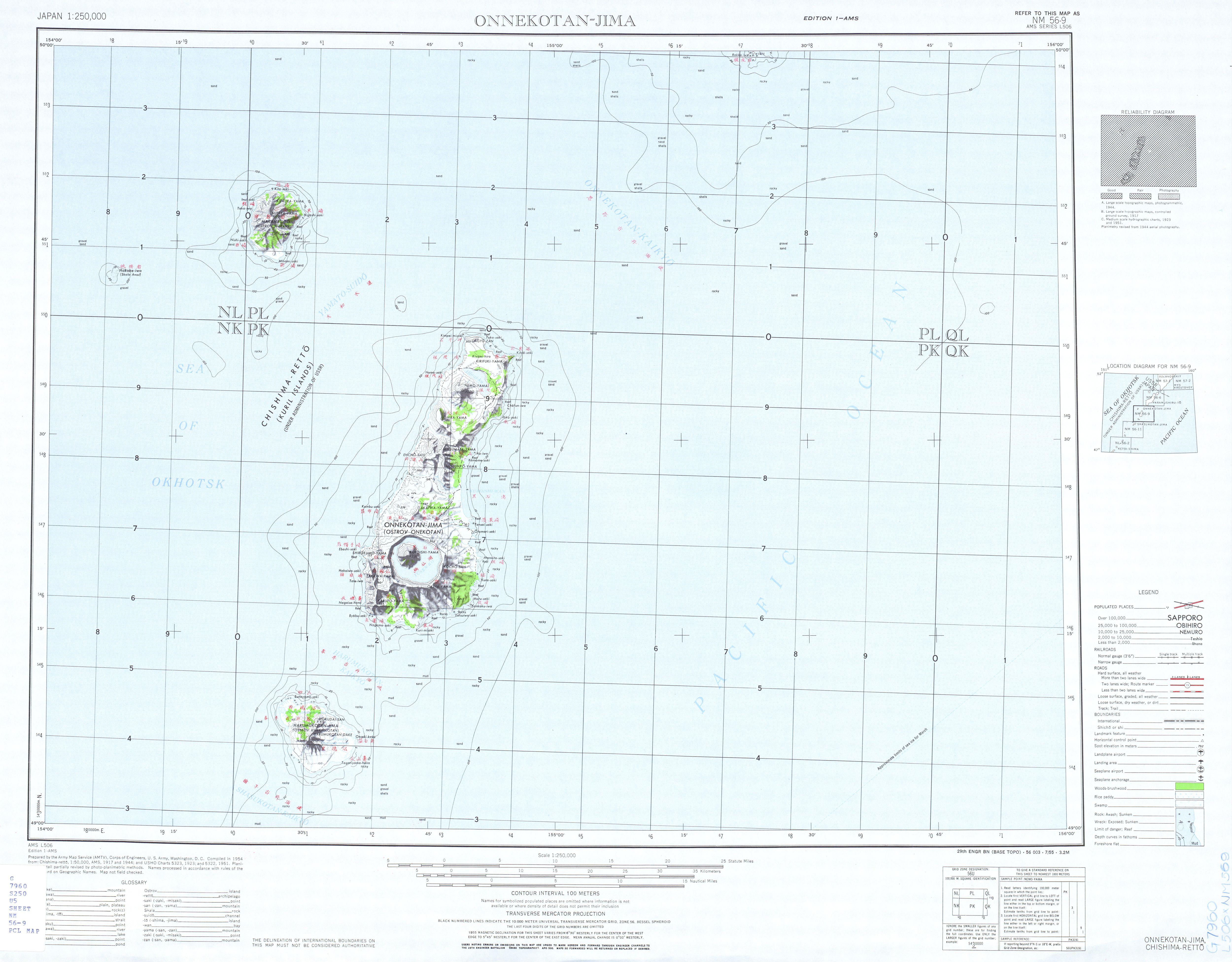
昭和29年の磨勘留島・温禰古丹島・春牟古丹島

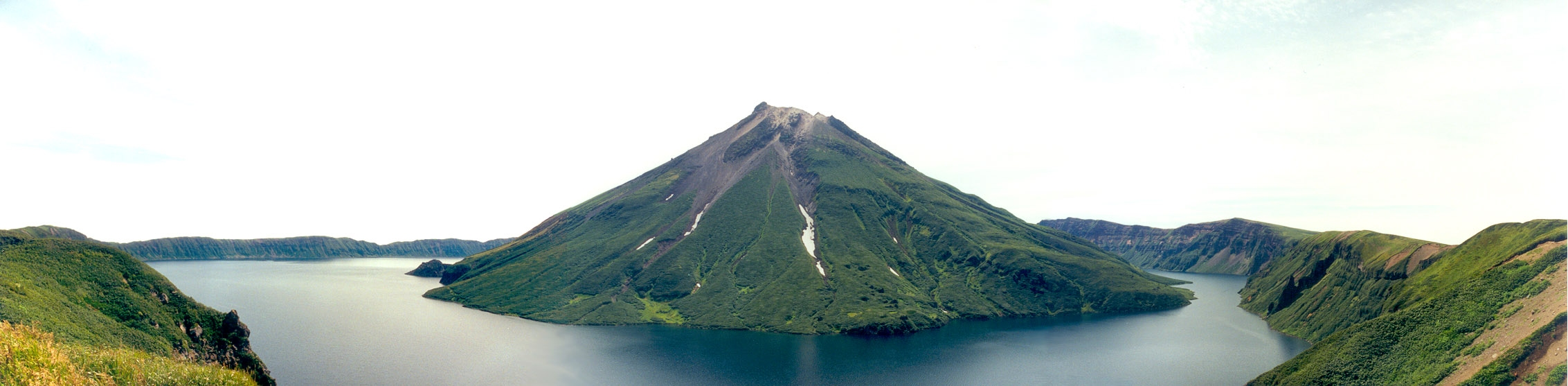
幽仙湖にそびえる黒石山

温禰古丹島（おんねこたんとう）は、千島列島の北部にある島。
島の名前の由来は、千島アイヌ語で「オンネ・コタン（大きな・村→大きな村）」となる。ロシア名はオネコタン島 (o.Онекотан)、英語表記はOnekotan。

## 地理
長さは北北東から南南西方向に 42.5 キロメートルで、幅は 11 キロメートルから 17 キロメートルほど。春牟古丹島の北方、春牟古丹海峡（ロシア名：クレニーツィン海峡 пр. Крени́цына）を挟んだ所にある火山島。北の幌筵島とは温禰古丹海峡（ロシア名：第4クリル海峡 Четвертый Курильский пр.）によって隔てられている。 

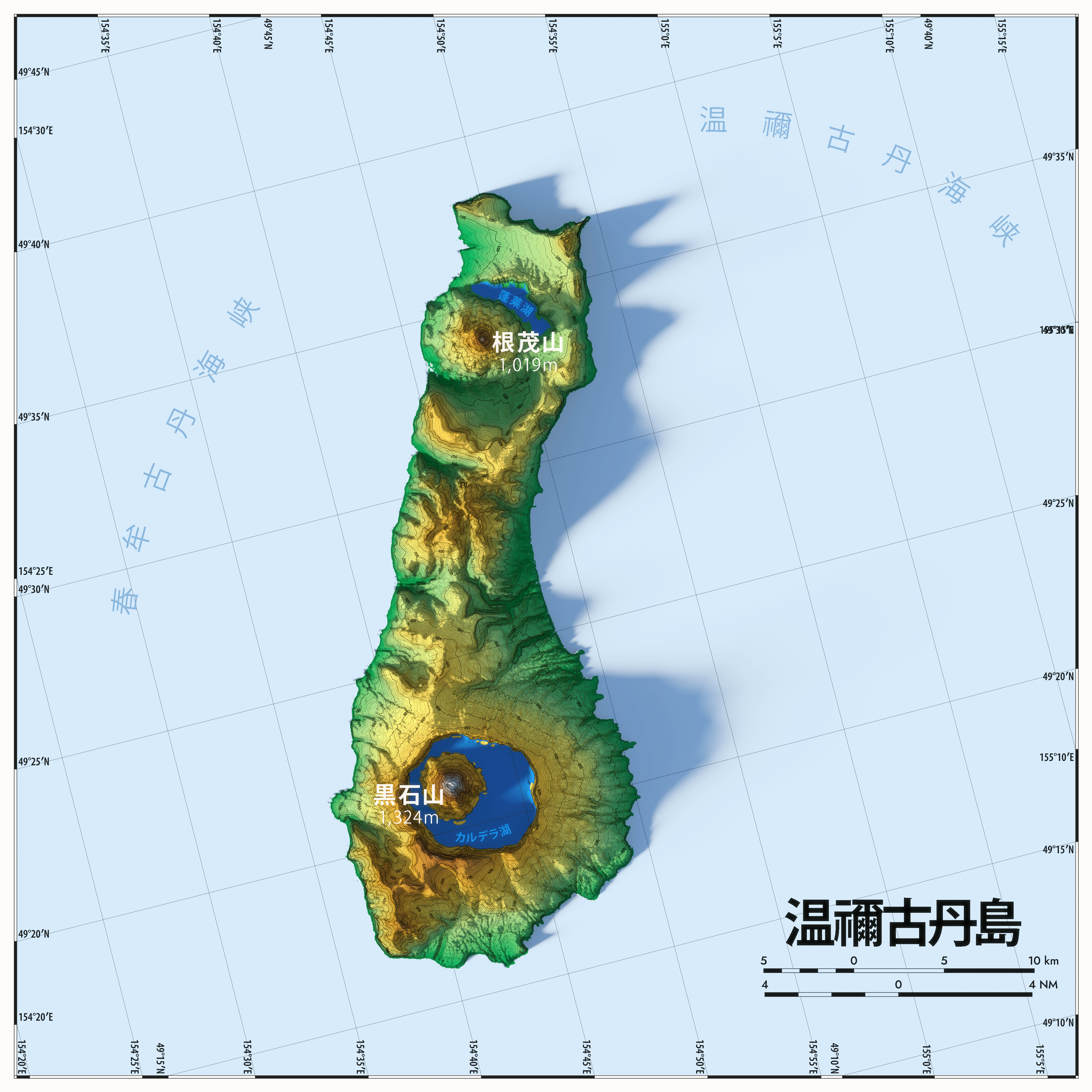
温禰古丹島

島の南北にそれぞれ存在するカルデラ湖が特徴的な島であり、北から順に次の通り。どちらもカルデラ湖の中に山が聳えている。
- 根茂山（ねもやま、海抜1,019m、ロシア名：ネモ山 влк.Немо）

根茂山の「根茂」は千島アイヌ語の「ニム・オ」が変化した「ネモ（攀じ登る）」で、麓にあったイルシカブシ村は「イルシカ・プシュ（怒り・噴火する）」の意味がある。これは、根茂山が時々噴火するためであり、かつて本島が努舎子古丹（ぬさしこたん、ぬしゃしこたん）と呼ばれていたことと関係がある。これはアイヌ語のヌサ（ヌシャ）・ウシ・コタン（幣場・ある・村→幣場がある村、木幣を神に捧げていつも祈る村）に由来し、北側の岬の上に海神を祭る大切な幣場があった。
北側に蓬莱湖（ほうらいこ、ロシア名：チェルノエ湖 оз.Черное）と呼ばれるカルデラ湖を持つ。温禰古丹島の南北の両カルデラ湖とも内部で二次的な火山丘（volcanic cone）形成が進んでいるが、北側の根茂山はとりわけ火山活動が活発であり、蓬莱湖は湖の中にできた新しい根茂山によって埋められようとしている。
- 黒石山（くろいしやま、海抜1,324m、ロシア名：クレニツィン山 влк.Креницын）

黒石山は海抜 600 メートルから 900 メートルの外輪山に囲まれたカルデラ湖である幽仙湖（ゆうせんこ、ロシア名：タオ・ルシィル湖 оз.Тао-Русыр）で、湖の中央に浮かぶ富士山のような成層火山が本島の最高峰となっており、景色は千島列島でも有数である。ロシア名は、18世紀のロシア海軍の人物ピョートル・クレニツィン（Pyotr Krenitsyn、1728年-1770年）に由来する。幽仙湖カルデラは紀元前5550±75年頃に噴出量30〜36立方キロメートルという巨大噴火を起こしている。
海岸の多くの部分では切り立った断崖が続き、わずかに砂浜を交えている。東岸に黒石湾（くろいしわん）があり、北西岸には根茂湾（ねもわん）があるが、湾口が広く開けているため、良い投錨地とは言えない。

## 歴史
- 1644年（正保元年）、「正保御国絵図」が作成された際、幕命により松前藩が提出した自藩領地図には、「クナシリ」「エトロホ」「ウルフ」など39の島々が描かれていた。
- 1715年（正徳5年）、松前藩主は幕府に対し、「北海道本島、樺太、千島列島、勘察加」は松前藩領と報告。
- 1745年（延享2年）5月、竹内徳兵衛ら多賀丸の漂流民11名が漂着。徳兵衛は温禰古丹島で死亡する。
- 1855年（安政元年）、日露通好条約によりロシア領となる。
- 1875年（明治8年）、樺太・千島交換条約により日本領になる。『根室県史草稿』によると、ロシアからの引継時の住民は16名とされる。
- 1884年（明治17年）、千島アイヌを色丹島に移住させ、無人島になる。

本島には古来から占守島や幌筵島の千島アイヌが訪れ、ラッコやキツネを捕らえていた。所々に穴居の跡が見られ、明治の8、9年頃には若干の家屋もあったという。また、明治の初年頃には外国船が一艘、黒石湾の付近で難破し、遭難した船員が上陸して破船材を用いて二十棟ほどの屋舎を建て、一時的に居住したと伝えられている。
また、戦前にはキツネが養殖されていた。
日本の行政区分においては北海道根室振興局管内の占守郡に属していた。現在はロシア連邦が実効支配しているが、日本政府は、国際法上は帰属未定であると主張している。
現在、島にはロシアの国境警備隊が駐留している。